# Wielkie Łąki (jezioro)
Wielkie Łąki (Jezioro Łąkie, kaszb. Wiôldżé Łączi) – przepływowe jezioro wytopiskowe położone na Pojezierzu Kaszubskim (gmina Kartuzy, powiat kartuski, województwo pomorskie) na skraju Kaszubskiego Park Krajobrazowego. Jezioro jest połączone wąską strugą z jeziorem Małe Łąki. Przesmykiem rozdzielającym oba jeziora prowadzi trasa szosy powiatowej z Kartuz przez Sianowo i Staniszewo do Mirachowa.
Powierzchnia całkowita 35,46 ha, maksymalna głębokość 6 m.